# Yannick Wolf
Yannick Wolf (* 12. Mai 2000 in München) ist ein deutscher Leichtathlet, der sich auf den Sprint spezialisiert hat. 2023 wurde er in Kassel deutscher Meister über 100 Meter.
Des Weiteren wurde er 2021 U23-Europameister mit der 4-mal-100-Meter-Staffel in Tallinn und gewann 2023 mit dem deutschen Team die Staffelgoldmedaille bei den Europaspielen in Chorzów. Zudem nahm er 2024 an den Olympischen Spielen in Paris teil, schied dort jedoch mit der Staffel im Vorlauf aus.

## Erfolge
National
- 2023: Deutscher Hallenmeister (4 × 200 m)
- 2023: Deutscher Meister (100 m)
- 2024: 3. Platz Deutsche Meisterschaften (100 m)
- 2024: 3. Platz Deutsche Meisterschaften (4 × 100 m)
- 2025: 3. Platz Deutschen Hallenmeisterschaften (60 m)

International
- 2021: U23-Europameister (4 × 100 m)
- 2023: 1. Platz Europaspiele (4 × 100 m)
- 2024: Teilnahme Olympische Spiele 2024 (4 × 100 m), im Vorlauf ausgeschieden.